# Apronianus
Apronianus war ein römisches Cognomen bzw. Agnomen.
Der Name bezog sich ursprünglich auf eine Ableitung des Trägers von einem Angehörigen der gens Apronia. Namensträger waren u. a.:
Kaiserzeit:
- Gaius Vipstanus Apronianus, römischer Politiker und Senator des 1. Jahrhunderts n. Chr.
- Cassius Apronianus, römischer Senator des 2. Jahrhunderts n. Chr.
- Lucius Venuleius Apronianus (Konsul 123) (um 90–nach 139), römischer Politiker und Senator
- Lucius Venuleius Apronianus (Konsul 168) (um 110–nach 168), römischer Politiker und Senator
- Lucius Vibius Apronianus, römischer Offizier
- Popilius Pedo Apronianus († 204/206), römischer Politiker und Senator

Spätantike:
- Apronianus, Sophist des 4. Jahrhunderts
- Lucius Turcius Apronianus, römischer Senator und Stadtpräfekt Roms 339
- Lucius Turcius Apronianus Asterius, römischer Senator und Stadtpräfekt Roms 363
- Flavius Turcius Rufius Apronianus Asterius, römischer Politiker und Senator der Spätantike, Konsul im Jahr 494